# 牛津鞋

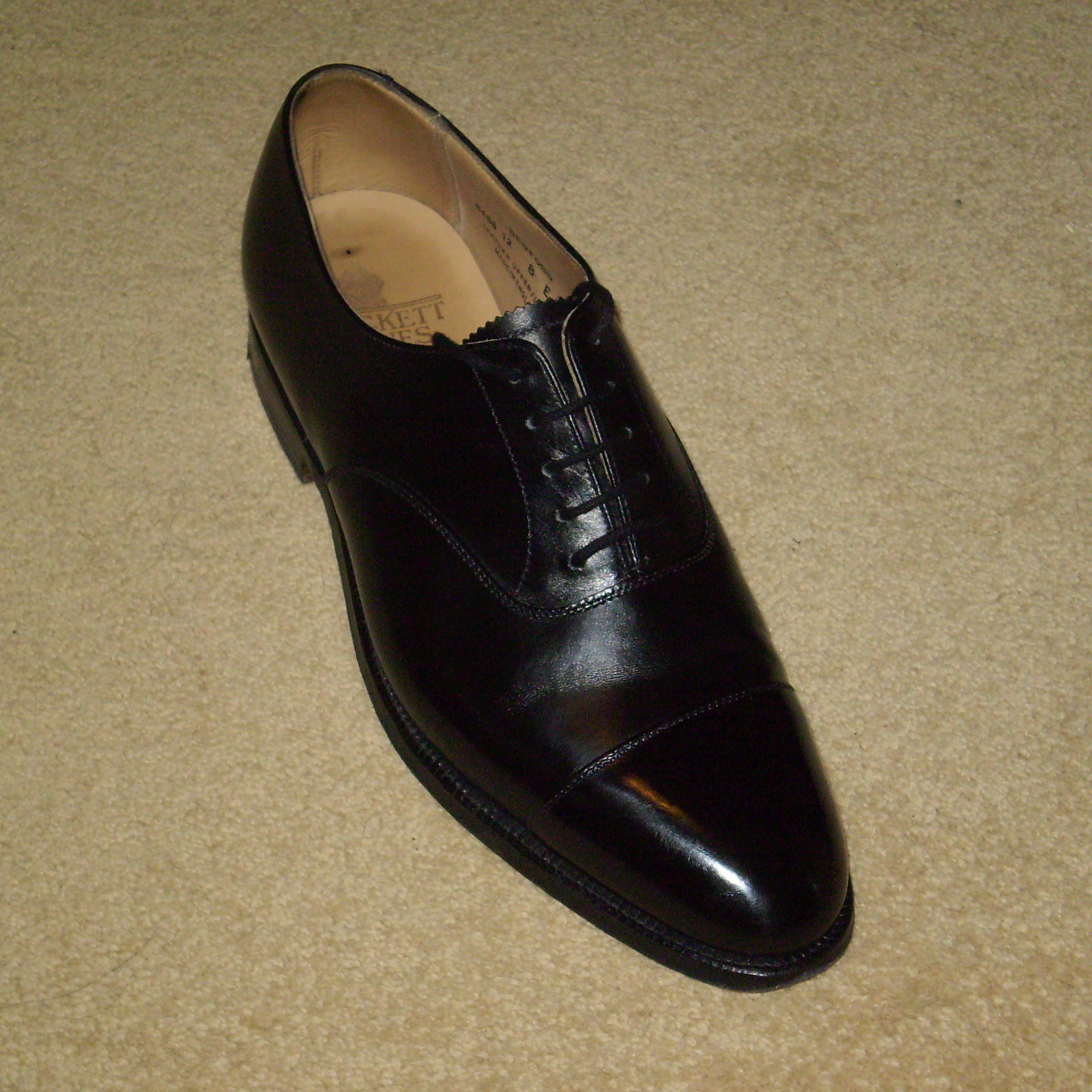
男士牛津鞋

牛津鞋（Oxford shoe）是一種皮鞋，其最大特徵是鞋子繫帶處縫合。牛津鞋可以用於多種場合，包括正式和休閒。一般牛津鞋多為黑色或棕色。鞋面帶有雕花的牛津鞋也可能是布羅克鞋的一種。牛津鞋最初起源於蘇格蘭和愛爾蘭，後因牛津大學而得名。直到19世紀時，牛津鞋都還未在北美出現。